# Positions (singolo)
Positions è un singolo della cantautrice statunitense Ariana Grande, pubblicato il 23 ottobre 2020 come primo estratto dal sesto album in studio omonimo.
È stato candidato per il Grammy Award alla miglior interpretazione pop solista.

## Pubblicazione
Dopo aver annunciato l'uscita di un nuovo album entro la fine del mese, il 17 ottobre 2020 la cantante, tramite un countdown sul suo sito ufficiale, ha reso noto il titolo del nuovo progetto e del singolo apripista, entrambi intitolati Positions. La data di pubblicazione e la copertina sono stati poi svelati il 21 ottobre seguente.

## Video musicale
Il video musicale, diretto da Dave Meyers, è stato reso disponibile attraverso il canale YouTube della cantante in contemporanea con il lancio del singolo. La cantante viene ritratta come presidentessa degli Stati Uniti d'America, rendendo Positions un vero inno all'emancipazione femminile. Le scene del video sono ambientate nello Studio Ovale, il giardino sud della Casa Bianca e il Gabinetto degli Stati Uniti d'America. Il successivo 26 ottobre è stato pubblicato un dietro le quinte del video musicale.

## Tracce
Testi e musiche di Ariana Grande, Tommy Brown, London Tyler Holmes, Nija Charles, Angelina Barrett, Steven Franks e James Jervis.
1. Positions – 2:52

## Formazione
Musicisti
- Ariana Grande – voce, arrangiamento
- James Jarvis – chitarra

Produzione
- London on da Track – produzione
- Tommy Brown – produzione
- Mr. Franks – produzione
- Ariana Grande – produzione vocale, ingegneria del suono
- Billy Hickey – ingegneria del suono
- Șerban Ghenea – missaggio
- Randy Merrill – mastering

## Successo commerciale
Negli Stati Uniti Positions ha fatto il suo ingresso in vetta alla Billboard Hot 100, segnando la quinta numero uno della cantante, che allo stesso tempo è diventata la prima artista nella storia ad aver collezionato cinque debutti al primo posto e la prima ad accumularne almeno tre in un singolo anno. È inoltre diventata la quinta artista ad aver piazzato tre singoli al numero uno in un solo anno, dietro i Beatles, Rihanna, Katy Perry e Drake. Nel corso della settimana ha totalizzato 35,3 milioni di riproduzioni in streaming, ha venduto 34 000 copie (di cui 3 000 CD acquistati tramite sito web della cantante) e ha raggiunto 19,9 milioni di ascoltatori via radio.
Il singolo ha esordito in vetta alla Official Singles Chart britannica, segnando la settima numero uno della cantante. Nel corso della settimana ha totalizzato 60 909 unità vendute, risultanti da 7,5 milioni di riproduzioni in streaming e 4 808 download digitali. Ha eguagliato lo stesso risultato anche nella classifica irlandese, dove Positions ha esordito in prima posizione dopo aver totalizzato 760 000 riproduzioni in streaming.
In Australia il brano ha debuttato al vertice della ARIA Singles Chart, diventando la quarta numero uno della cantante. Medesimo esordio segnato anche nella classifica neozelandese, dove Positions è diventato il quinto singolo numero uno di Grande.

## Classifiche

### Classifiche settimanali
| Classifica (2020-21) | Posizione massima |
| -------------------- | ----------------- |
| Argentina            | 42                |
| Australia            | 1                 |
| Austria              | 7                 |
| Belgio (Fiandre)     | 14                |
| Belgio (Vallonia)    | 6                 |
| Bulgaria             | 3                 |
| Canada               | 1                 |
| Corea del Sud        | 160               |
| Croazia              | 13                |
| Danimarca            | 4                 |
| El Salvador          | 4                 |
| Finlandia            | 7                 |
| Francia              | 20                |
| Germania             | 9                 |
| Grecia               | 1                 |
| Irlanda              | 1                 |
| Islanda              | 4                 |
| Italia               | 18                |
| Libano               | 3                 |
| Lituania             | 1                 |
| Malaysia             | 1                 |
| Norvegia             | 7                 |
| Nuova Zelanda        | 1                 |
| Paesi Bassi          | 6                 |
| Perù                 | 55                |
| Portogallo           | 4                 |
| Regno Unito          | 1                 |
| Repubblica Ceca      | 23                |
| Romania              | 42                |
| Singapore            | 1                 |
| Slovacchia           | 7                 |
| Slovenia             | 13                |
| Spagna               | 23                |
| Stati Uniti          | 1                 |
| Svezia               | 10                |
| Svizzera             | 5                 |
| Ungheria             | 2                 |

### Classifiche di fine anno
| Classifica (2020) | Posizione |
| ----------------- | --------- |
| Portogallo        | 161       |
| Ungheria          | 60        |
| Classifica (2021) | Posizione |
| Australia         | 55        |
| Belgio (Vallonia) | 60        |
| Brasile           | 133       |
| Canada            | 22        |
| Danimarca         | 98        |
| Portogallo        | 82        |
| Regno Unito       | 91        |
| Stati Uniti       | 14        |

## Date di pubblicazione
| Paese       | Data di pubblicazione | Formato                          | Etichetta        | Note          |
| ----------- | --------------------- | -------------------------------- | ---------------- | ------------- |
| Mondo       | 23 ottobre 2020       | CD, download digitale, streaming | Republic         | [ 61 ] [ 62 ] |
| Regno Unito | 23 ottobre 2020       | Contemporary hit radio           | Republic         | [ 63 ]        |
| Stati Uniti | 27 ottobre 2020       | Contemporary hit radio           | Republic         | [ 64 ]        |
| Italia      | 6 novembre 2020       | Contemporary hit radio           | Universal Italia | [ 65 ]        |